# Свит, Дэрел Энтони
Дэрел Энтони Свит (англ. Darrell Antony Sweet — Дэ́рел Суи́т; 16 мая 1947, Борнмут, Дорсет, Англия — 30 апреля 1999, Нью-Олбани, Индиана, США) — шотландский барабанщик, один из основателей группы Nazareth. Впоследствии совмещал должность барабанщика с должностью менеджера группы. Был самым интеллигентным, уравновешенным и деловым среди музыкантов группы Nazareth.
Дэрел Свит скончался от сердечного приступа в 1999 году в возрасте пятидесяти одного года, когда группа Nazareth находилась в США и готовилась к турне в поддержку альбома Boogaloo.
Маккаферти и Эгнью думали о распаде, но в итоге решили, что Дэрел хотел бы, чтобы они продолжали.